# Милош Ђурковић
Милош Ђурковић (Сарајево, 29. фебруар 1956) бивши је српски и југословенски фудбалски голман, радио је и као фудбалски тренер.

## Каријера
Рођен је 29. фебруара 1956. године у Сарајеву. Бранио је за млађе категорије Гласинца из Сокоца. Године 1977. долази у југословенског прволигаша ФК Сарајево. За „бордо−беле” бранио је наредних девет година и био капитен екипе. Највећи успех му је освајање првенства Југославије у сезони 1984/85. Ђурковић је бранио на свих 34 првенствених утакмица и проглашен је за најбољег голмана Југославије.
Од 1986. године наступао је за турски Бешикташ са којим је стигао до четвртфинала Купа шампиона. Остао је годину дана у Истанбулу, а затим се вратио у Сарајево где је одиграо шест утакмица. Играчку каријеру је завршио у турском клубу Адана Демирспор 1989. године.
Био је селектор на првом историјском мечу фудбалске репрезентације Републике Српске 1992. године. У више наврата је тренирао Гласинац Соколац, радио је као тренер голмана у Сарајеву.

## Приватно
Има две кћерке од којих је једна докторка а друга правница.

## Трофеји
ФК Сарајево
- Првенство Југославије: 1984/85.